# 通什束腰蟹
通什束腰蟹（学名：Somanniathelphusa tongzhaensis）为束腹蟹科束腰蟹属的动物。在中国大陆，分布于海南岛等地，常栖息于海拔1000米左右溪中、池石下或洞中。